# Чертков, Григорий Григорьевич
Григо́рий Григо́рьевич Чертко́в (1872—1938) — генерал-майор русской императорской армии из рода Чертковых, георгиевский кавалер.

## Биография
Сын обер-егермейстера Григория Александровича Черткова (1832—1900) и Софьи Николаевны Муравьевой, дочери генерала от инфантерии Муравьева-Карсского. Внук библиофила А. Д. Черткова, шурин начальника Генерального штаба Е. А. Гернгросса.
По окончании Пажеского корпуса в 1891 году, был произведен в корнеты в Кавалергардский полк.
Чины: поручик (1895), штабс-ротмистр (1900), ротмистр (1904), полковник (1908), генерал-майор (1916).
Осенью 1896 года, находясь в отпуске, состоял личным секретарем министра путей сообщения князя М. И. Хилкова в его поездке по строившейся КВЖД, Японии и Америке. По возвращении в том же году, был назначен заведующим разведчиками лейб-эскадрона. В январе—ноябре 1897 года состоял делопроизводителем полкового суда. В том же году был командирован в Абиссинию в составе дипломатической миссии: организовал и возглавил в Сомалийской пустыне караван миссии из 200 верблюдов, из столицы Абиссинии Аддис-Абебы был послан для вручения императорских подарков Расу Маконену в страну Бени-Шонгуль. По возвращении из командировки в 1898 году, назначен заведующим полковым обозом, а в следующем году — заведующим нестроевой командой. В 1901 году был прикомандирован на год к дипломатической миссии в Мюнхен. В 1902 году вернулся в Кавалергардский полк и был назначен заведующим полковой учебной командой. В 1903—1904 годах командовал 3-м эскадроном полка.
30 июля 1904 года был уволен в 11-месячный отпуск для участия в русско-японской войне. 20 августа прибыл на театр военных действий и в составе штаба 1-го армейского корпуса участвовал в сражениях на реке Шахэ и под Мукденом. 1 мая 1905 года прикомандирован к штабу отряда генерал-адъютанта П. И. Мищенко, участвовал в набеге этого отряда на город Факумынь. С 25 мая по 25 августа командовал 2-й сотней 1-го казачьего Читинского полка.
По окончании военных действий вернулся в Кавалергардский полк. В декабре 1905 года состоял временным членом военного суда в г. Кронштадте по делу об октябрьских беспорядках. 24 ноября 1906 года уволен в отставку в чине полковника, с мундиром, а 31 июля 1907 года вновь определен в кавалергарды ротмистром и 14 октября того же года прикомандирован для поправления здоровья к посольству в Риме. На 1 марта 1914 года состоял по Военному министерству.
Участвовал в Первой мировой войне, на 5 февраля 1915 года — в 9-м уланском Бугском полку. 23 июня 1915 года назначен командиром 12-го драгунского Стародубовского полка. 23 августа 1916 года назначен командующим 1-й бригадой 12-й кавалерийской дивизии, а 26 февраля 1917 года произведен в генерал-майоры с утверждением в должности. Пожалован Георгиевским оружием
За то, что лично и самоотверженно под огнем неприятеля руководя вверенной ему 1-ю бригадою 12-й кавалерийской дивизии с приданными ей артиллерией и самокатчиками в боях конца мая 1916 года, содействовал победоносному продвижению всей дивизии за р. Серну, причем 27 мая захватил сс. Шепель и Заболотцы, вырвал у противника переправу через р. Серну и, несмотря на упорные его контр-атаки, сохранил занятое положение, а 28 мая в ночном бою под Борятиным, действуя с 3 спешенными эскадронами 12-го драгунского Стародубовского полка, при содействии 12-го гусарского Ахтырского полка в конном строю, овладел после упорного рукопашного боя этим селением, захватив при этом пулемет и 100 пленных.
14 октября 1917 года был отчислен за болезнью в резерв чинов при штабе Киевского военного округа. Участвовал в Белом движении в составе ВСЮР и Русской армии барона Врангеля. Галлиполиец. До 1922 года состоял военным агентом в Константинополе.
В эмиграции во Франции. Умер в 1938 году в Париже. Похоронен на кладбище Сент-Женевьев-де-Буа.

## Награды
- Орден Святой Анны 4-й ст. (1904)
- Орден Святой Анны 3-й ст. с мечами и бантом (1905)
- Орден Святого Станислава 2-й ст. с мечами (1906)
- Орден Святого Владимира 4-й ст. с мечами (1916)
- Георгиевское оружие (ВП 11.12.1916).